# Pyrbaum
Pyrbaum är en köping (Markt) i Landkreis Neumarkt in der Oberpfalz i Regierungsbezirk Oberpfalz i förbundslandet Bayern i Tyskland.